# Saison 2014-2015 du Castres olympique
Cette page présente la saison 2014-2015 du Castres olympique en Top 14 et en ERCC1.

## La saison

### Pré-saison
Équipé par Asics depuis 2012, le CO change d'équipementier, le 17 juillet, Kipsta du groupe Décathlon devenant le nouveau partenaire pour une durée de 4 ans, soit jusqu’en 2018

## Effectif 2014-2015
L'effectif est composé de 35 joueurs au maximum comme l'impose le règlement administratif de la LNR. Suivant l'article 23.2 de ce règlement, le nombre de joueurs non issus des filières de formation (NON JIFF) est limité à 16 pour la saison 2014-2015.
| Nom                  | Poste               | Naissance         | Nationalité sportive | International | Dernier club       | Arrivée au club (année) | Fin de contrat | Joueur issu des filières de formation |
| -------------------- | ------------------- | ----------------- | -------------------- | ------------- | ------------------ | ----------------------- | -------------- | ------------------------------------- |
| Mathieu Bonello      | Talonneur           | 23 septembre 1982 | France               | -             | UA Gaillac         | 2007                    | 2016           | JIFF                                  |
| Brice Mach           | Talonneur           | 2 avril 1986      | France               |               | SU Agen            | 2011                    | 2015           | JIFF                                  |
| Marc-Antoine Rallier | Talonneur           | 2 décembre 1988   | France               | -             | Colomiers rugby    | 2011                    | 2017           | JIFF                                  |
| Paea Fa'anunu        | Pilier              | 4 novembre 1988   | Nouvelle-Zélande     | -             | Montpellier        | 2014                    | 2016           | NON JIFF                              |
| Yannick Forestier    | Pilier              | 3 janvier 1982    | France               |               | US Colomiers       | 2004                    | 2016           | JIFF                                  |
| Ramiro Herrera       | Pilier              | 14 février 1989   | Argentine            |               | Hindú Club         | 2014                    | 2016           | NON JIFF                              |
| Mihaita Lazăr        | Pilier              | 29 octobre 1986   | Roumanie             |               | CA Saint-Étienne   | 2012                    | 2016           | NON JIFF                              |
| Yohan Montès         | Pilier              | 7 février 1985    | France               | -             | Stade toulousain   | 2014                    | 2016           | JIFF                                  |
| Saimone Taumoepeau   | Pilier              | 21 décembre 1979  | Nouvelle-Zélande     |               | RC Toulon          | 2011                    | 2015           | NON JIFF                              |
| Karena Wihongi       | Pilier              | 29 septembre 1979 | Nouvelle-Zélande     | -             | Sale Sharks        | 2011                    | 2016           | NON JIFF                              |
| Rodrigo Capó Ortega  | Deuxième ligne      | 8 décembre 1980   | Uruguay              |               | SO Millau          | 2002                    | 2016           | NON JIFF                              |
| Benjamin Desroche    | Deuxième ligne      | 29 octobre 1989   | France               | -             | Stade toulousain   | 2011                    | 2016           | JIFF                                  |
| Richie Gray          | Deuxième ligne      | 24 août 1989      | Écosse               |               | Sale Sharks        | 2013                    | 2016           | NON JIFF                              |
| Victor Moreaux       | Deuxième ligne      | 19 septembre 1993 | France               |               | Stade Toulousain   | 2013                    |                | JIFF                                  |
| Théo Hannoyer        | Deuxième ligne      | 24 août 1989      | France               | -             | Stade dijonnais    | 2014                    | ?              | JIFF                                  |
| Christophe Samson    | Deuxième ligne      | 1er mars 1984     | France               |               | RC Toulon          | 2012                    | 2016           | JIFF                                  |
| John Beattie         | Troisième ligne     | 21 novembre 1985  | Écosse               |               | Montpellier        | 2014                    | 2017           | NON JIFF                              |
| Jannie Bornman       | Troisième ligne     | 28 juillet 1980   | Afrique du Sud       | -             | US Dax             | 2010                    | 2015           | NON JIFF                              |
| Yannick Caballero    | Troisième ligne     | 3 avril 1983      | France               |               | US Montauban       | 2009                    | 2016           | JIFF                                  |
| Ibrahim Diarra       | Troisième ligne     | 25 mai 1983       | France               |               | US Montauban       | 2009                    | 2016           | JIFF                                  |
| Puila Faasalele      | Troisième ligne     | 22 janvier 1988   | Samoa                |               | Stade rochelais    | 2012                    | 2016           | NON JIFF                              |
| Cédric Garcia        | Demi de mêlée       | 28 décembre 1982  | Espagne              |               | Aviron bayonnais   | 2013                    | 2016           | JIFF                                  |
| Rory Kockott         | Demi de mêlée       | 25 juin 1986      | Afrique du Sud       | -             | Lions              | 2011                    | 2017           | NON JIFF                              |
| Daniel Kirkpatrick   | Demi d'ouverture    | 28 décembre 1988  | Nouvelle-Zélande     | -             | Blues              | 2012                    | 2016           | NON JIFF                              |
| Rémi Talès           | Demi d'ouverture    | 2 mai 1984        | France               |               | Stade rochelais    | 2011                    | 2015           | JIFF                                  |
| Romain Cabannes      | Trois-quart centre  | 2 décembre 1984   | France               | -             | Biarritz olympique | 2009                    | 2016           | JIFF                                  |
| Florian Vialelle     | Trois-quarts centre | 5 octobre 1993    | France               | -             | SC Albi            | 2014                    |                | JIFF                                  |
| Thomas Combezou      | Trois-quart centre  | 26 janvier 1987   | France               | -             | Montpellier        | 2014                    | 2015           | NON JIFF                              |
| Max Evans            | Trois-quart centre  | 28 septembre 1983 | Écosse               |               | Glasgow Warriors   | 2011                    | 2015           | NON JIFF                              |
| Rémi Lamerat         | Trois-quart centre  | 14 janvier 1990   | France               |               | Stade toulousain   | 2011                    | 2016           | JIFF                                  |
| Marcel Garvey        | Trois-quart aile    | 21 avril 1983     | Angleterre           |               | Gloucester RFC     | 2012                    | 2015           | NON JIFF                              |
| Rémy Grosso          | Trois-quart aile    | 4 décembre 1988   | France               | -             | Lyon               | 2013                    | 2017           | JIFF                                  |
| Romain Martial       | Trois-quart aile    | 13 novembre 1984  | France               |               | RC Narbonne        | 2010                    | 2017           | JIFF                                  |
| Sitiveni Sivivatu    | Trois-quart aile    | 19 avril 1982     | Nouvelle-Zélande     |               | Clermont           | 2014                    | 2017           | NON JIFF                              |
| Julien Dumora        | Arrière             | 24 mars 1988      | France               | -             | Lyon               | 2014                    | 2016           | JIFF                                  |
| Geoffrey Palis       | Arrière             | 8 juillet 1991    | France               | -             | Albi               | 2013                    | 2016           | JIFF                                  |

## Calendrier[7]

### Top 14
| - Castres olympique - Stade français : 22-25 - Stade toulousain - Castres olympique : 35-6 - Castres olympique - Aviron bayonnais : 30-6 - Montpellier HR - Castres olympique : 43-10 - Stade rochelais - Castres olympique : 41-16 - Castres olympique - US Oyonnax : 27-18 - Lyon OU - Castres olympique : 28-18 - Castres olympique - FC Grenoble : 51-10 - Union Bordeaux Bègles - Castres Olympique : 59-7 - CA Brive - Castres olympique : 21-15 - Castres olympique - RC Toulon : 22-14 - Castres olympique - Racing Métro 92 : 9-14 - ASM Clermont - Castres olympique : 19-10 | - Stade français - Castres olympique : 49-13 - Castres olympique - Stade toulousain : 9-13 - Aviron bayonnais - Castres olympique : 21-19 - Castres olympique - Montpellier HR : 27-9 - Castres olympique - Stade rochelais : 30-15 - US Oyonnax - Castres olympique : 23-13 - Castres olympique - Lyon OU : 23-20 - FC Grenoble - Castres olympique : 12-16 - Castres Olympique - Union Bordeaux Bègles : 22-20 - Castres olympique - CA Brive : 32-12 - RC Toulon - Castres olympique : 37-21 - Racing Métro 92 - Castres olympique : 53-10 - Castres olympique - ASM Clermont : 31-10 |

### European Rugby Champions Cup
Dans l'European Rugby Champions Cup le Castres olympique fait partie de la poule 2 et sera opposé aux Anglais des Harlequins et des London Wasps et aux Irlandais du Leinster Rugby.
| - Harlequins - Castres olympique : 25 - 9 - Castres olympique - Leinster Rugby : 16 - 21 - Castres olympique - London Wasps : 17 - 32 | - Castres olympique - Harlequins : 19 - 47 - Leinster Rugby - Castres olympique : 50 - 8 - London Wasps - Castres olympique : 44 - 17 |

Avec 6 défaites, le Castres olympique termine 6e de la poule 2 et n'est pas qualifié.

## Statistiques

### Statistiques collectives
Attaque
Défense

### Statistiques individuelles
Meilleur réalisateur